# Michel Dard
Pour les articles homonymes, voir Dard.
Michel Dard, né le 9 décembre 1903 à Aire dans le Pas-de-Calais et mort le 2 juillet 1979 dans le 13e arrondissement de Paris, est un écrivain français, ami de Georges Bernanos[réf. nécessaire].

## Biographie
Michel Henry Marie Joseph Dard est le fils d'Henry Dard, maire d'Aire-sur-la-Lys et historien de la ville.
Dans les années 1920, il est président des Étudiants d'Action française de Lille.
Il est lauréat du prix Femina en 1973 pour son roman Juan Maldonne. L'année suivante, il est reçu à l’académie d'Arras.
Son recueil de poèmes Irréversibles (1976) reçoit le Prix Broquette-Gonin en 1977.

## Œuvre
- 1966 : Mélusine
- 1968 : Les Années profondes
- 1973 : Juan Maldonne, éditions du Seuil – Prix Femina
- 1977 : Les Sentiers de l'enfance
- 2003 : La vie finit par ressembler à nos rêves : Journal 1934, édité par Monique Kuntz, Éd. des Cendres,  (ISBN 2-86742-119-5)

## Hommage
Une rue à Aire-sur-la-Lys, sa ville natale porte son nom dans le quartier de Lenglet.
Le prix Michel-Dard de la Fondation Michel-Dard est un prix biennal créé en 1981 et décerné par le jury du prix Valery-Larbaud, sous l'égide de la Fondation de France, qui encourage ou récompense une deuxième vie en littérature. Il a été attribué :
- 1983 :  Ébauche d'un autoportrait de Louis Calaferte[6]
- 1999 : Le Roman de Rossel de Christian Liger
- 2001 : L'Enfant fou de l'arbre creux de Boualem Sansal
- 2003 : L'Invention de Paris d'Eric Hazan
- 2005 : Monsieur Dick ou le Dixième Livre de Jean-Pierre Ohl
- 2008 : Le Bar des habitudes de Franz Bartelt
- 2010 : La sentinelle tranquille sous la lune de Soazig Aaron
- 2012 : Un peuple de promeneurs d'Alexandre Romanès
- 2014 : Arden de Frédéric Verger
- 2018 : Le Bon Cœur de Michel Bernard[7]
- 2020 : Si de Lise Marzouk
- 2024 : Le célibataire absolu, Pour Carlo Emilio Gadda de Philippe Bordas[8]